# Éntasis

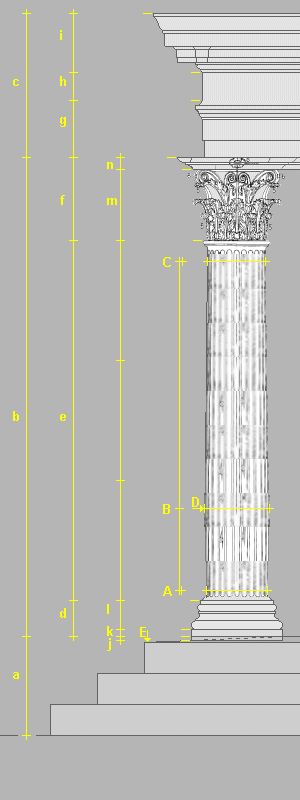
Diagrama de una columna corintia que muestra una visible éntasis en "D".

La éntasis (del latín entasis y este del griego ἔντασις ‘tensión’) es una zona de la columna griega de orden dórico cuya sección posee mayor diámetro. La finalidad de la éntasis es conseguir una mejor sensación estética y visual, ya que confiere más armonía al fuste y da la impresión de mayor esbeltez a las columnas. 

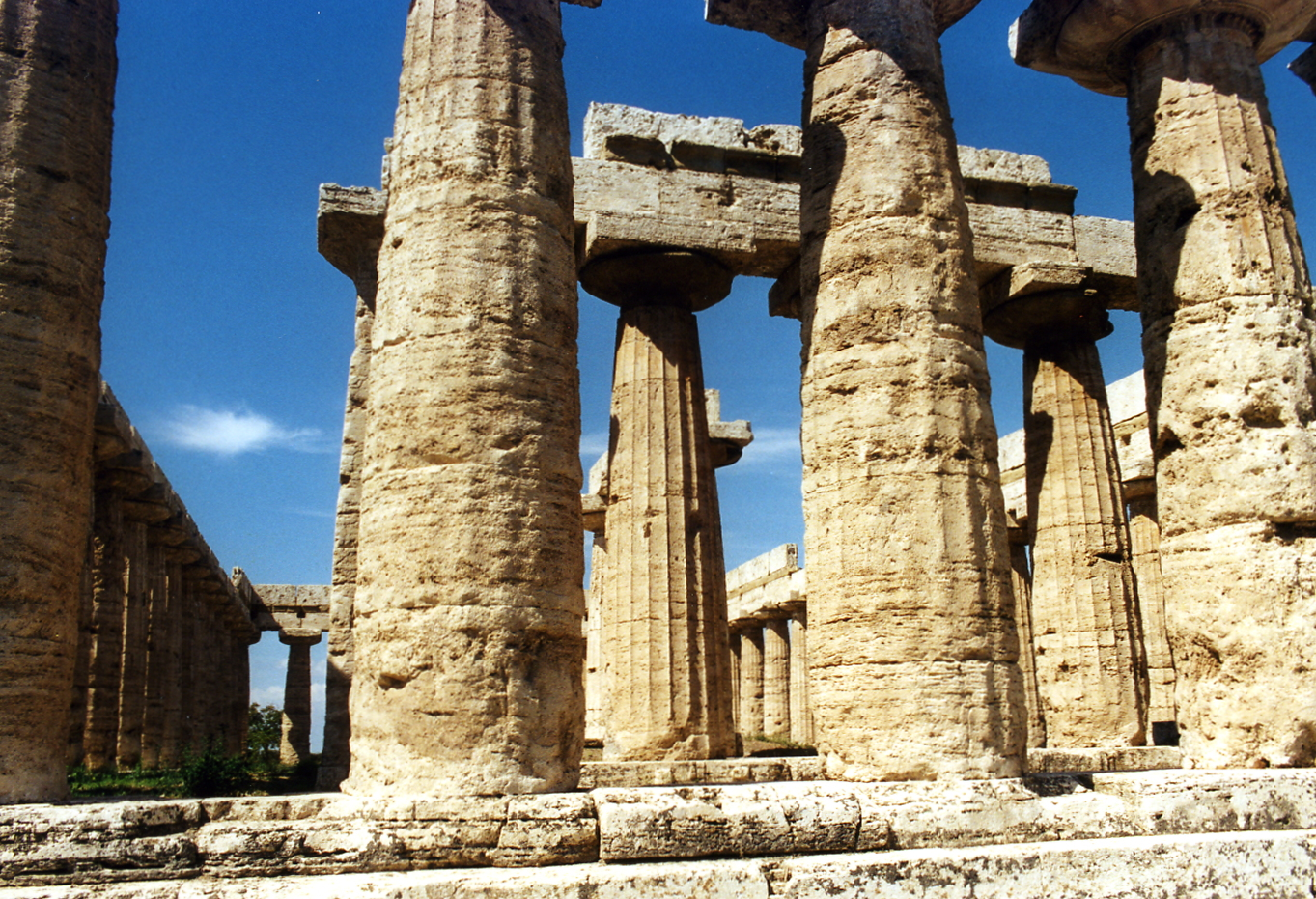
Primer templo dórico de Hera, conocido como la Basílica, en Paestum (h. 540 a. C.).

El fuste de las columnas griegas no se diseñaba con sección constante, sino que aumentaba desde el capitel a la parte central, volviendo a disminuir hasta la base. Por tanto, la columna presenta un engrosamiento (es más ancha) en una zona situada hacia la mitad del fuste o en la mitad inferior. La éntasis delimita por tanto dos partes en el fuste, una inferior que se denomina imóscapo, y la superior llamada sumóscapo. Generalmente se aumentaba en una trigésima parte del diámetro inferior.
La búsqueda de la belleza ideal en el mundo griego, les había llevado al intento de corregir efectos ópticos que se provocan al contemplar los templos en su proximidad, o desde la lejanía (por ejemplo desde el mar), ya que para el observador, cuanto menor es la distancia, percibe las columnas y las líneas verticales desvirtuadas, pues no se ven ni rectas ni paralelas. La éntasis «corrige» favorablemente esta sensación.
Esta distorsión o refinamiento intencionado de las columnas también fue reintroducido en la arquitectura renacentista por Andrea Palladio. 
Pero también la éntasis fue, con cierta frecuencia, un elemento característico en las murallas y puertas de doble jamba de la arquitectura incaica, donde también actuaba para contrarrestar la ilusión óptica que hacía que las puertas apareciesen más estrechas en el centro de su pendiente de lo que realmente eran.
Los artistas de la antigua Grecia preferían el perfil recto de las columnas al perfil curvado de la éntasis pero toleraban la existencia de una pequeña éntasis porque era prácticamente imperceptible y evitaba males mayores. La éntasis griega es el resultado de dos hechos: una muy pequeña deformación del material con el paso de los siglos (menor de 1% de la éntasis), y un sabio y sencillo sistema constructivo que tiene por objetivo: 
1. Evitar que un pequeño error de exceso de tallado produzca ondulaciones demasiado perceptibles en el perfil de la columna.
2. Evitar gastos económicos superfluos y evitar tiempo de trabajo innecesarios: Puesto que en general en el proceso de labrado del perfil de la columna se había previamente dejado un recrecido de unos 3cm de material en el que se formaría la éntasis dentro de ese recrecido. Y a medida que se eliminaba material al labrarlo, empezando a la vez desde arriba y abajo y terminando en medio, cuando quedaba una curva  del orden de 1 / 500 (como es la del Partenón) de la relación entre  el valor máximo de éntasis respecto a la altura de la columna, se daba por terminada la labra pues con esa proporción 1/500 el ojo no percibe la curva sino que le parece recta. El caso del templo de Basílica en Paestum es el que mayor éntasis griega tiene, con éntasis exagerada pues es visible al ojo.

Se han propuesto distintos tipos de curvas matemáticas de la éntasis: hipérbolas (Penrose 1888), catenaria, parábolas, incluso curvas no conocidas por los griegos, pero también se han propuesto curvas sencillas como es la sección del círculo. Al parecer, lo que más se aproxima a la curva de la éntasis, resultado de la forma de construir, es un encuentro de dos líneas rectas en las cuales se suaviza dicho encuentro. Es decir la curva de la éntasis es el acuerdo entre el cilindro inferior de la columna y el tronco de cono superior de la misma.